# Калдонацо
Калдонацо (итал. Caldonazzo) је насеље у Италији у округу Тренто, региону Трентино-Јужни Тирол.
Према процени из 2011. у насељу је живело 2946 становника. Насеље се налази на надморској висини од 477 м.

## Становништво
| 1936. | 1951. | 1961. | 1971. | 1981. | 1991. | 2001. | 2011. |
| ----- | ----- | ----- | ----- | ----- | ----- | ----- | ----- |
| 1.981 | 2.134 | 2.152 | 2.116 | 1.951 | 2.452 | 2.766 | 3.340 |